# 郅支城
郅支城是古代地名，在今哈薩克斯坦南部江布爾州江布爾市。亦稱郅支單于城。

## 背景
公元前56年，匈奴爆發內亂，原為匈奴左賢王的呼屠吾斯自立為郅支單于。公元前54年，郅支單于先後擊敗閏振單于和呼韓邪單于，此後呼韓邪單于南下投靠漢朝，郅支單于遂向西發展。
公元前44年，郅支單于和殘餘的三千匈奴人到達康居國，並與位於巴爾喀什湖畔、哈薩克草原的大國康居結為同盟，康居王尊敬郅支單于，希望借用匈奴實力以威脅西域諸國，而郅支單于也數次為康居攻擊烏孫，導致“西邊空虛不居者五千里”。後來郅支單于和康居發生爭執，郅支單于率兵討伐康居，殺死王女及貴人，并強迫康居人為他築城，將這座城命名為郅支城。

## 郅支之战
郅支城的修建動用了五百名勞工，共花費兩年的時間才建成。該城建築風格較為原始，共有兩重，內部是土城，土城外圍是重木城，而且築有城樓，城的最內部有單于內室或內宮。郅支單于在“城上立五采幡幟，數百人披甲乘城，又出百餘騎往來馳城下，步兵百餘人夾門魚鱗陣，講習用兵。”
公元前36年，陳湯、甘延壽率軍隊“前至郅支城都賴水上，離城三里，止營傅陳……時，康居兵萬餘騎分為十餘處，四面環城，亦與相應和。夜，數奔營，不利，輒卻。平明，四面火起，吏士喜，大呼乘之，鉦鼓聲動地。康居兵引卻。漢兵四面推鹵楯，併入土城中。單于男女百餘人走入大內。漢兵縱火，吏士爭入，單于被創死。軍候假丞杜勛斬單于首，得漢使節二及谷吉等所齎帛書。諸鹵獲以畀得者。凡斬閼氏、太子、名王以下千五百一十八級，生虜百四十五人，降虜千餘人，賦予城郭諸國所發十五王。”